# Erton Fejzullahu
Erton Fejzullahu (* 9. April 1988 in Priština, SFR Jugoslawien) ist ein schwedisch-kosovarischer ehemaliger Fußballspieler. Er besitzt neben der schwedischen auch die kosovarische und die albanische Staatsbürgerschaft. Im Januar 2013 debütierte er für die schwedische Nationalmannschaft. Seine angestammte Position war der Sturm, er konnte aber auch im offensiven Mittelfeld eingesetzt werden.

## Werdegang
Fejzullahu wurde in Priština geboren und verbrachte seine Kindheit und Jugend im schwedischen Karlshamn, wo er für Högadals IS spielte. Sein Talent wurde bereits frühzeitig erkannt und so wurde er schließlich 2005 vom FC Kopenhagen verpflichtet. Dort konnte er sich jedoch nicht durchsetzen und wechselte infolge zu Mjällby AIF zurück nach Schweden. Nach einer sehr erfolgreichen Saison 2009, in der er in zwölf Spielen elf Tore erzielen konnte, wurde bekannt, dass er für 500.000 € in die niederländische Ehrendivision zum NEC Nijmegen wechselt. Er erhielt einen Vertrag über vier Jahre, bis zum 30. Juni 2013. Im Januar 2011 wurde Fejzullahu an Randers FC nach Dänemark verliehen. Nach seiner Rückkehr folgte im Sommer die nächste Ausleihperiode, die bis Ende der Saison 2011/12 vereinbart wurde, an seinen alten Verein Mjällby AIF.
Ende Juli kehrte Fejzullahu dauerhaft nach Schweden zurück und vereinbarte mit dem Stockholmer Klub Djurgårdens IF einen Vier-Jahres-Vertrag. Unter Trainer Magnus Pehrsson war er auf Anhieb Stammspieler und zeigte seine Torgefahr, so dass er sich – inklusive der sechs in der ersten Saisonhälfte für Mjällby AIF erzielten Tore – im vorderen Teil der Torschützenliste der Spielzeit 2012 festsetzte. Mit 13 Saisontoren rangierte er auf dem fünften Platz der Torschützenliste, seinem Klub verhalf er somit zum neunten Tabellenplatz in der Endabrechnung. Diese Leistung wurden von Nationaltrainer Erik Hamrén honoriert und er für eine Länderspielreise im Januar nominiert. Im Rahmen des King’s Cup debütierte er in der schwedischen Landesauswahl, zum Halbfinalsieg gegen Nordkorea nach Elfmeterschießen steuerte er den Treffer zum 1:1-Endstand am Ende der regulären Spielzeit bei. Auch beim 3:0-Endspielsieg gegen Finnland reüssierte er in der Offensive, blieb aber ohne eigenen Treffer.
Auch in der anschließenden Spielzeit gehörte Fejzullahu mit sieben Saisontoren vereinsintern zu den besten Torschützen. Nachdem er in der ersten Hälfte der Spielzeit 2014 mit neun Saisontoren sich im Bereich der Spitze der Torschützenliste bewegt hatte, weckte er internationales Interesse. Ende Juli wechselte er bis zum Jahresende auf Leihbasis zum chinesischen Klub Beijing Guoan. Dort gehörte er auf Anhieb gemeinsam mit dem ebenfalls im Sommer verpflichteten Montenegriner Dejan Damjanović zu den torgefährlichsten Sturmduos der Chinese Super League. Danach wechselte er fest dorthin, spielt aber seit 2016 bei Dalian Transcendence. Seit 2015 ist er kosovarischer Nationalspieler, als der Kosovo am 15. Oktober gegen die äquatorialguineische Fußballnationalmannschaft 2:0 gewann.